# Pinnyéd
Pinnyéd (németül: Fischerdörfl) Győr egyik városrésze, attól északnyugati irányban, a Rábca bal partján található. Győr központjából a Volánbusz Zrt. 13-as, illetve 13B járatával közelíthető meg. 

## Története
Az egykori halászfalu nevét 1494-ben említik először. A török hódoltságot követően kertészek és mesteremberek népesítették be. 1950-ben csatolják a városhoz. Körülményes a megközelítése, viszont a 19. század végéig ez biztosította önállóságát. Közelében található a Püspökerdő, ami a győriek kedvelt kirándulóhelyévé vált, ezt Győr tüdejének is nevezik.